# تينا باكمان

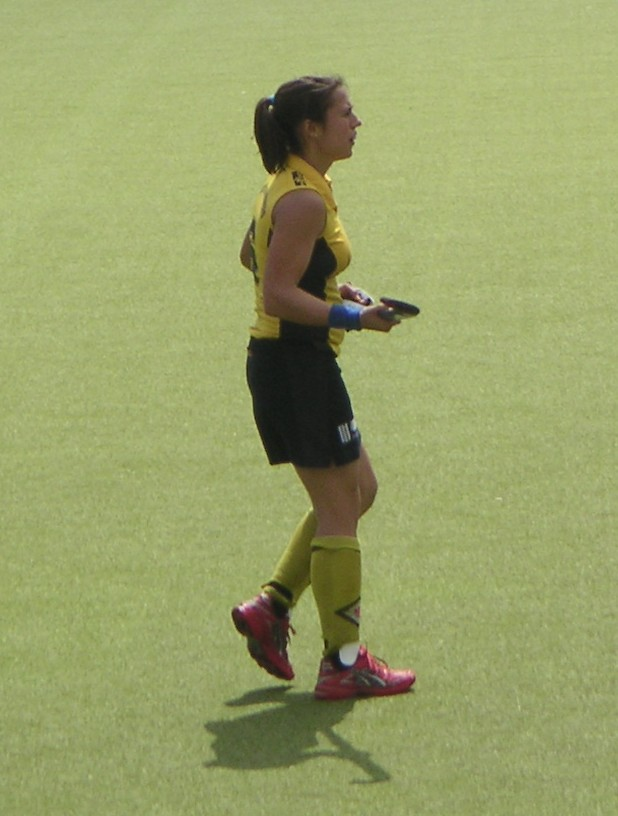
تينا باكمان

تينا باكمان (بالألمانية: Tina Bachmann) وهي لاعبة هوكي حقل ألمانية ولدت في يوم 1 أغسطس 1978 في مدينة مولهايم في شمال الراين-وستفاليا في ألمانيا وقد شاركت مرتين مع منتخب ألمانيا في الأولمبياد الصيفية في 2004 و 2008 حيث تمكنت مع منتخب ألمانيا من الفوز بالميدالية الذهبية في أولمبياد أثينا في 2004.

## روابط خارجية
- تينا باكمان على موقع الاتحاد الدولي للهوكي (الإنجليزية)
- تينا باكمان على موقع اللجنة الأولمبية الدولية (الإنجليزية)
- تينا باكمان على موقع أوليمبيديا (الإنجليزية)